# 溴化钇
溴化钇是一种无机化合物，化学式为YBr3，为白色固体。无水溴化钇可由氧化钇或溴化钇的水合物与溴化铵反应，经(NH4)3YBr6中间体得到。碳化钇（YC2）和溴反应，也能制得溴化钇。它可以被金属钇还原为低价态的YBr或Y2Br3；溴化钇、钇和锇共同反应，可以生成Y4Br4Os。